# Trifthoren
Pour les articles homonymes, voir Trifthorn.
Le Trifthoren, ou Trifthorn, est un sommet des Alpes en Suisse. Il culmine à 3 229 mètres d'altitude dans les Alpes bernoises.

## Situation
Le Trifthoren se trouve dans le sud du canton de Berne. Son versant nord-est se trouve au-dessus du glacier du Gauli (alimentant l'Ürbachwasser affluent de l'Aar), son versant sud-ouest descend vers le Lauteraargletscher alimentant l'Unteraargletscher (vallée de l'Unteraar).